# Alfons Maria Stickler
Alfons Maria Stickler SDB JCD (Neunkirchen, 23 de d'agost de 1910 – Ciutat del Vaticà, 12 de desembre de 2007) va ser un cardenal i arquebisbe catòlic austríac.

## Biografia
Va fer la seva primera professió religiosa a la Congregació Salesiana el 15 d'agost de 1928 després d'acabar el noviciat a Alemanya. Després de completar la pràctica pedagògica i els estudis de teologia va ser ordenat sacerdot el 27 de març de 1937 a la basílica de Sant Joan del Laterà.
Després de graduar-se el 1940 a la Universitat Pontifícia Lateranense, va ser nomenat professor de dret canònic i civil a la Universitat Pontifícia Salesiana. Va ser rector de la mateixa universitat entre 1958 i 1966.
Va ser president del Pontificium Institutum Altioris Latinitatis del 1965 al 1968.
El 25 de març de 1971 va ser nomenat pel Papa Pau VI prefecte de la Biblioteca Apostòlica Vaticana.
El 8 de setembre 1983 va ser nomenat pro-bibliotecari de la Santa Església Romana i arquebisbe titular de Bolsena pel Papa Joan Pau II, qui el va consagrar bisbe l'1 de novembre següent; al mateix temps es va convertir en part de la Pontifícia Comissió per a la Interpretació autèntica del Codi de Dret Canònic.
El 7 de juliol de 1984 també va ser nomenat pro-arxiver .
Va ser creat i proclamat cardenal de la diaconia de San Giorgio in Velabro al consistori del 25 de maig de 1985. El 27 de maig següent va ser nomenat arxiver i bibliotecari de la Santa Església Romana; Va ocupar el càrrec fins l'1 de juliol de 1988.
El 29 de gener de 1996 va ser elevat al rang de cardenal prevere, i la diaconia va ser elevada pro hac vice.
És un dels cardenals que van celebrar la missa tridentina després de la reforma litúrgica.
Va morir al seu apartament al Palau del Sant Ofici del Vaticà a les 7:30 am el 12 de desembre de 2007, a l'avançada edat de 97 anys.
El funeral va tenir lloc el 14 de desembre a l'Altar de la Càtedra de la Basílica de Sant Pere. La litúrgia del funeral va ser presidida pel Papa Benet XVI. Està enterrat en les catacumbes de Sant Calixt.

## Honors
Balí Cavaller de Gran Creu de Justícia del Sacre Orde Militar Constantinià de Sant Jordi (Casa de Borbó-Dues Sicílies)
 Creu de Comanador de l'Orde al Mèrit de la República Federal Alemanya